# Cyathura pusilla
Cyathura pusilla là một loài chân đều trong họ Anthuridae. Loài này được Stebbing miêu tả khoa học năm 1904.